# Thobias Fredriksson
Thobias Fredriksson, född 4 april 1975 i Dals Rostock i Gunnarsnäs församling, Dalsland, är en svensk före detta längdåkare och bror till Mathias Fredriksson. Thobias Fredriksson tävlar för AXA Sports Club.
2003 blev Fredriksson individuell världsmästare i sprint. Vid OS 2006 i Turin vann han guld tillsammans med Björn Lind i herrarnas sprintstafett. Fredriksson tog även brons i sprint i samma olympiska spel. Han deltog även i Olympiska vinterspelen 2002 i Salt Lake City.
Efter säsongen 2010 avslutade Fredriksson sin karriär.

## Meriter, i urval
- 2000 – SM-guld
- 2003 – VM-guld i sprint (ind.)
- 2003 – Vinnare av Sprintcupen
- 2004 – Vinnare av Sprintcupen
- 2005 – VM-brons i sprint (ind.)
- 2006 – OS-guld i sprintstafett
- 2006 – OS-brons i sprint.
- 2006 – 2:a Sprintcupen